# 永靜廟
25°03′38″N 121°31′17″E / 25.0606241°N 121.5215021°E
永靜廟，又稱永靜宮、俗稱雙連仙公廟，位於台灣台北市錦西街，為道教廟宇。該廟宇興建於1932年，起建人永德上人。為位於台北中山區的傳統建築廟宇。另外，該廟宇的組織型態為管理委員會制，祭典日期則是每年農曆之四月十四。

## 祀神
主祀孚佑帝君呂仙公，同祀神有釋迦文佛、阿彌陀佛、觀音菩薩、地藏王菩薩、濟公禪師、三陽祖師、八仙、太歲、玉皇上帝、瑤池金母、五斗星君、柳星君、王天君等。

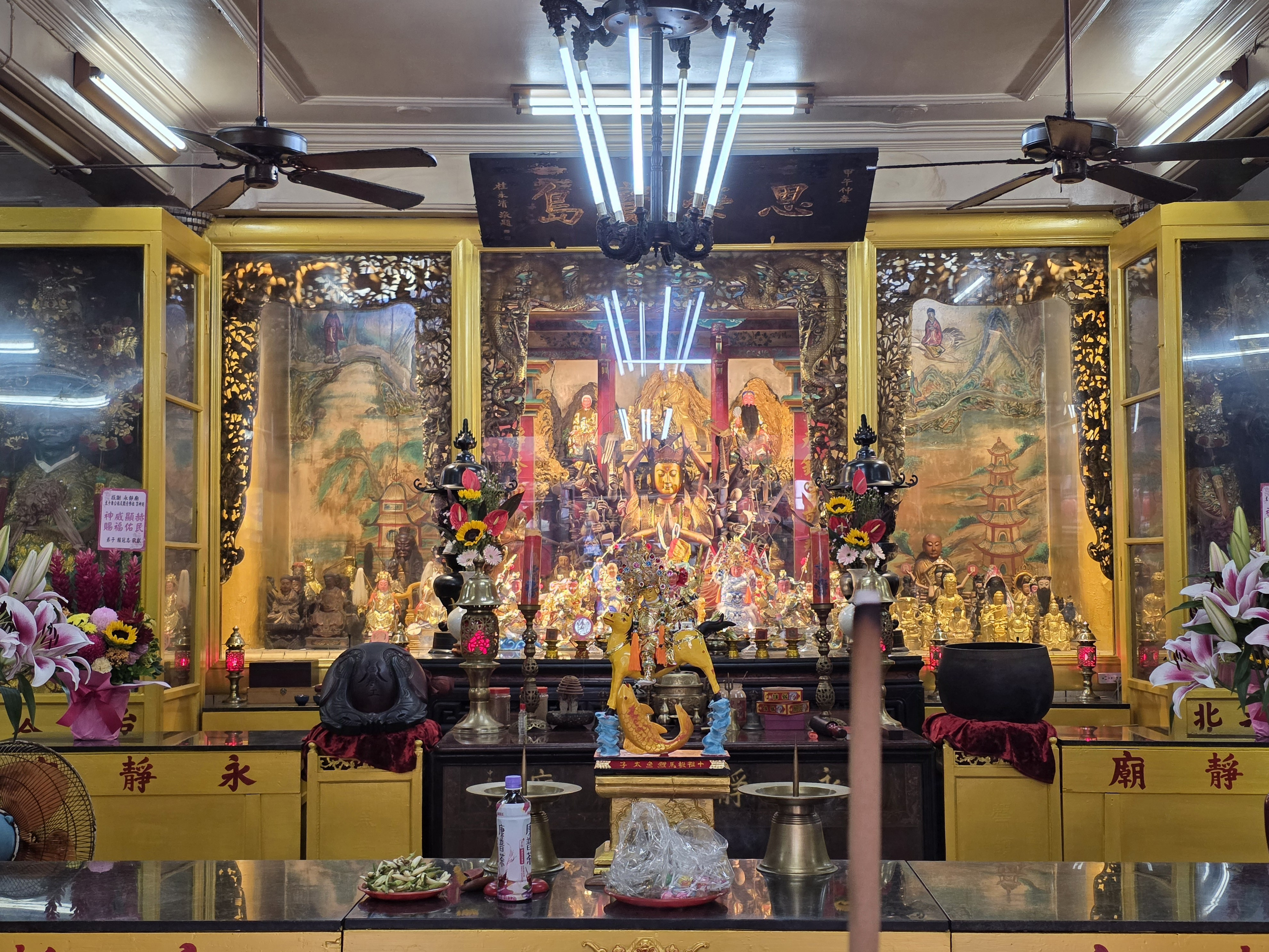
一樓主殿
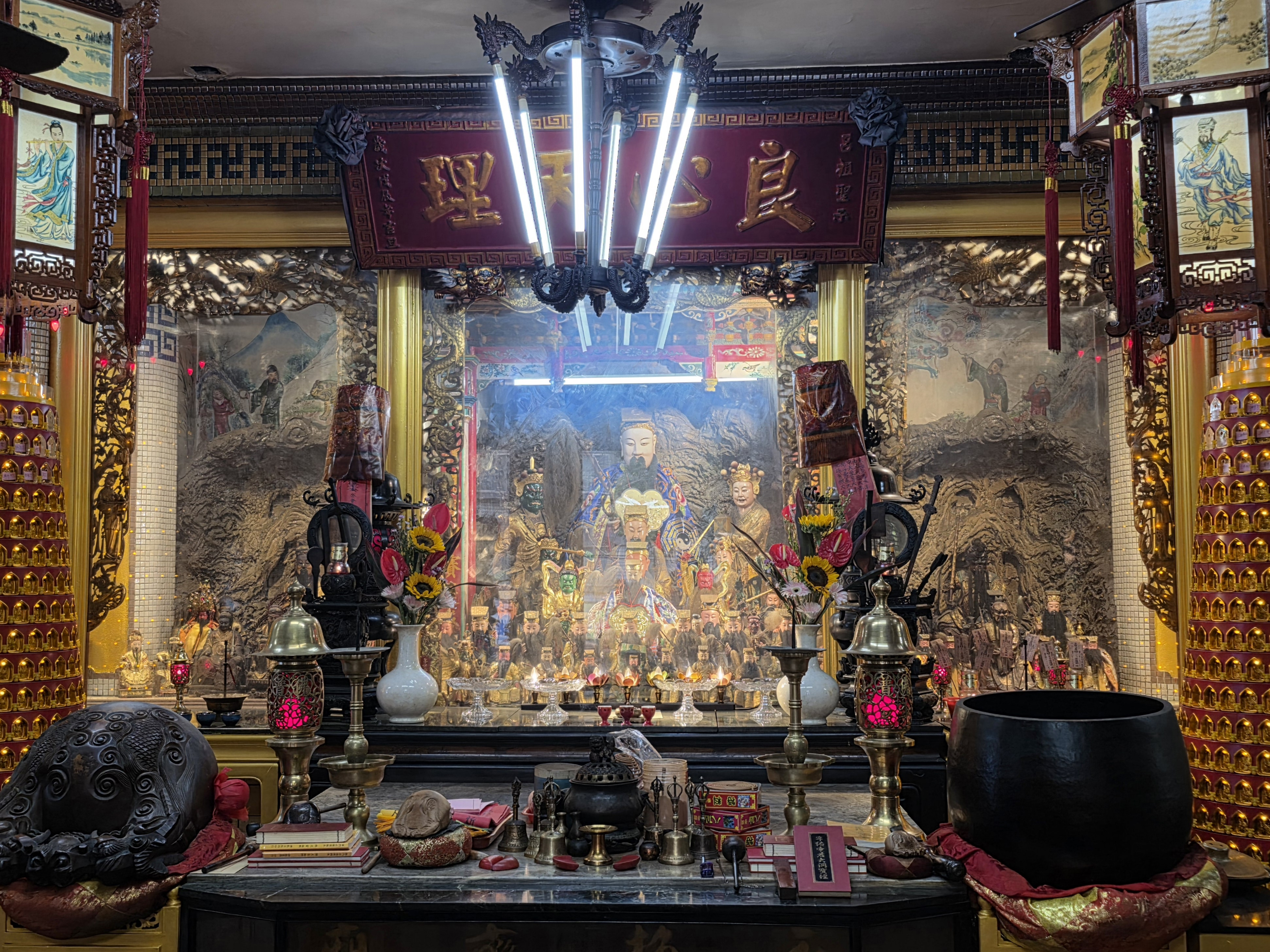
二樓主殿
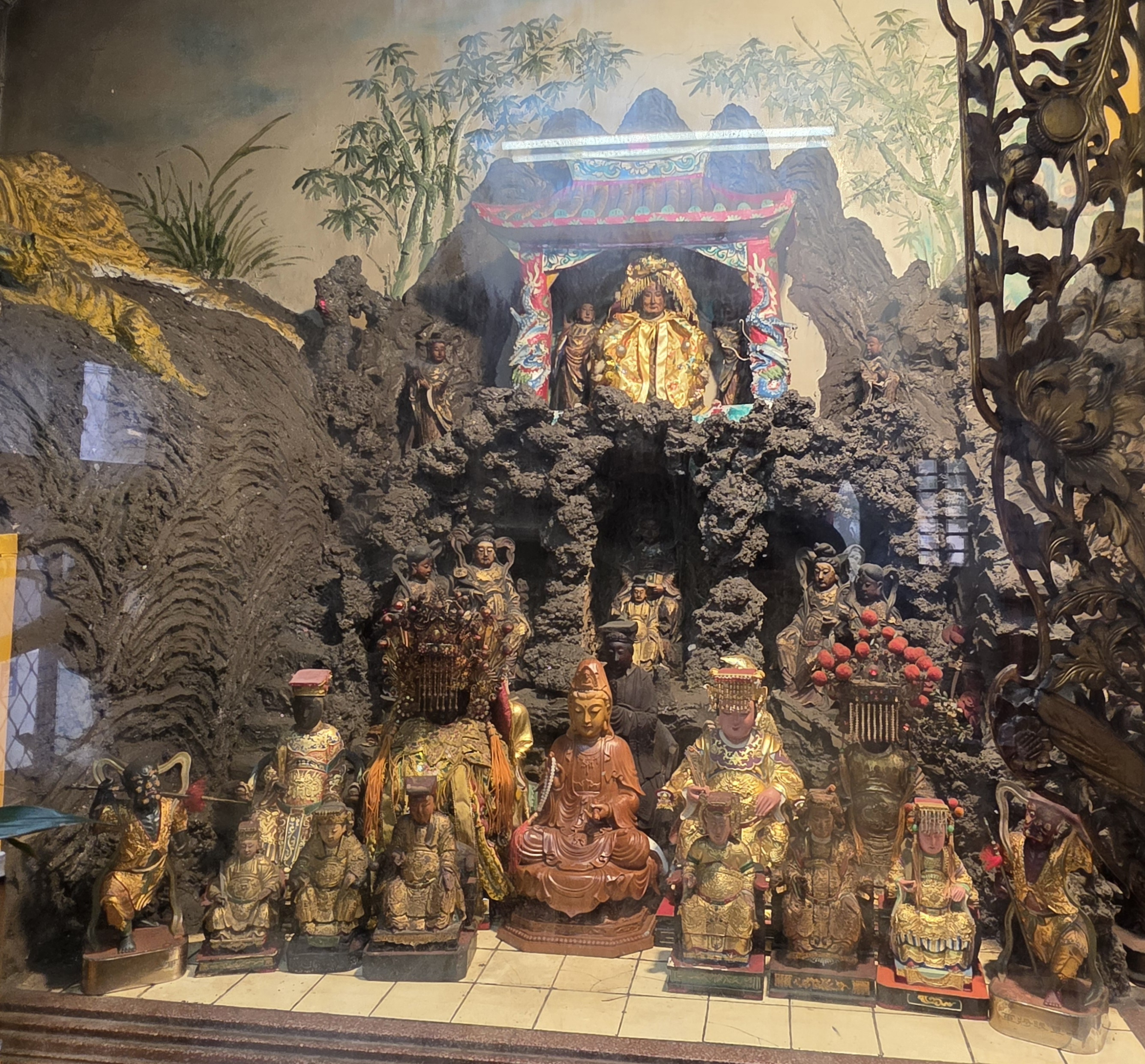
觀音、媽祖

## 其他
另外，永靜廟於1982年涉及的大法官解釋釋字第200號，促成台灣政府制定廟宇管理人與廟宇住持繼承慣例的相關法規。

## 外部連結
- 官方网站